# Eriothrix argyreatus
Eriothrix argyreatus är en tvåvingeart som först beskrevs av Johann Wilhelm Meigen 1824.  Eriothrix argyreatus ingår i släktet Eriothrix och familjen parasitflugor. Arten är reproducerande i Sverige. Inga underarter finns listade i Catalogue of Life.